# Transidentidade
Transidentidade refere-se à diferença existente entre a identidade de gênero de uma pessoa e a sua designação sexual biológica. Tal diferença não existe no caso de uma pessoa cisgênero. Os termos transexual e transexualismo, antigos termos médicos, abandonados pelos médicos e considerados patologizantes por militantes francófonos e anglófonos.

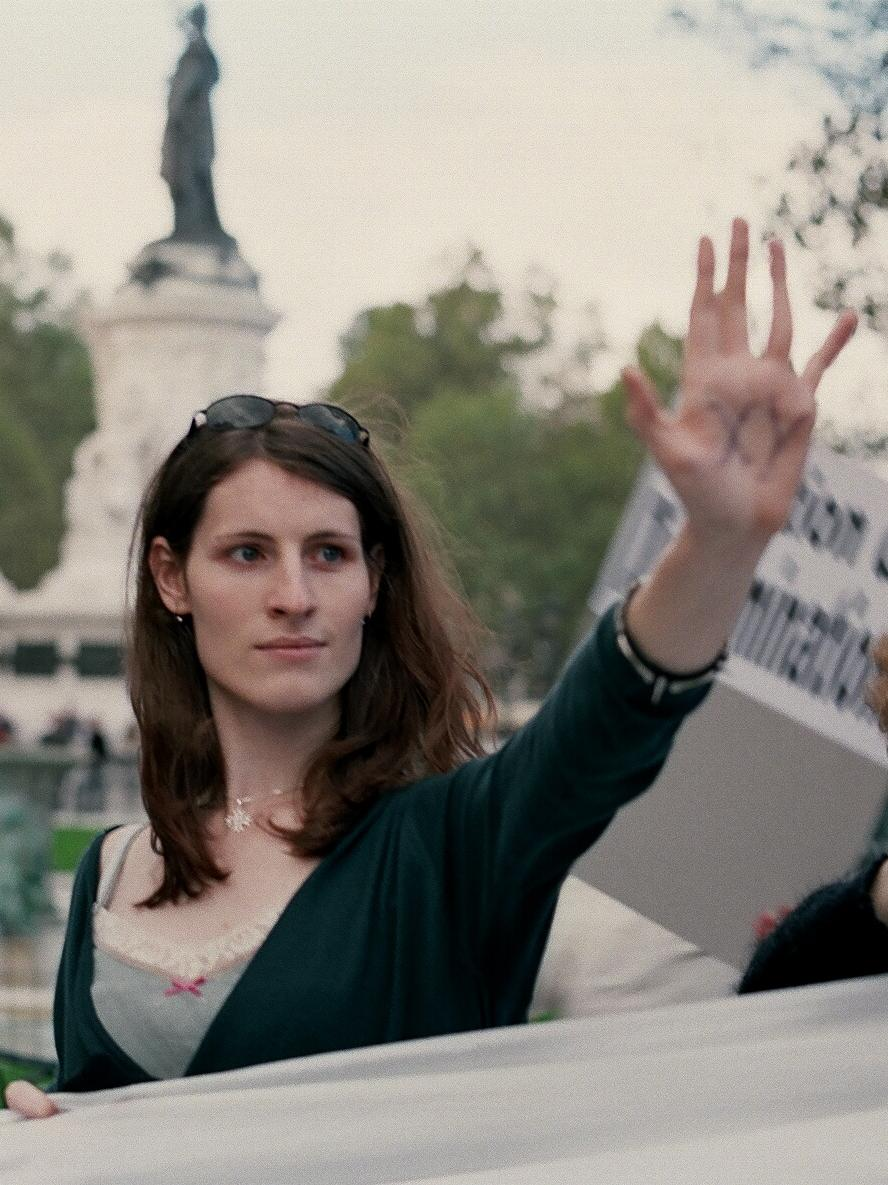
Uma mulher trans, com as letras "XY" escritas na palma da mão (2005 em Paris, durante uma manifestação pelos direitos das pessoas trans).

A transidentidade se distingue do intersexo, que designa segundo a ONU as situações das «pessoas nascidas com características sexuais que não correspondem às típicas noções binárias de "macho" e "fêmea"», que são variações nos traços de sexo. Mas certas reivindicações de pessoas transgênero e intersexo são comuns (no que diz respeito à legislação sobre a mudança do estado civil, o reconhecimento da identidade de gênero como um critério de discriminação, maus-tratos médicos, etc.).
As transidentidades, outras vezes chamadas de trans*identidades (com asterisco) para abarcar identidades trans além da transgênere, têm em comum a modalidade transidentitária. Logo, transidentidade não implica que trans é identidade de gênero, ela é uma modalidade de gênero, o gênero que é transidentitário.

## Terminologia
Do ponto de vista jurídico, no seu primeiro acórdão de 10 de outubro de 1986 relativo às pessoas trans, o Tribunal Europeu dos Direitos Humanos define como "pessoas que, embora pertencendo fisicamente a um sexo, têm a sensação de pertencer a um outro sexo" ao contrário de uma pessoa cisgênero. Os termos transexual e transexualismo antigos termos médicos, abandonados pelos médicos e considerados patologizantes por militantes francófonos e anglófonos.

### Não-binariedade

Símbolo de gênero não-binário, proposto como alternativa aos símbolos masculino (♂) e feminino (♀), com um xis no lugar das seta e cruz.

Além de homens e mulheres trans, cuja identidade de gênero é binária e oposta de seu sexo atribuído, que formam o núcleo do guarda-chuva transgênero e que estão incluídos em definições restritas, vários outros grupos estão incluídos em definições mais amplas do termo. Isso inclui pessoas cuja identidade de gênero não é exclusivamente masculina ou feminina, mas que podem, por exemplo, ser andrógines, bigênero, pangênero, de gênero fluido ou agênero — frequentemente agrupades sob o termo alternativo genérico não-binárie — e pessoas de terceiro gênero (algumas entidades e empresas conceituam as pessoas trans como um terceiro gênero). Embora algumas referências definam o transgenerismo ou a transgeneridade (transidentidade) de forma muito ampla, incluindo travestis, elas excluem o travestimento fetichista (porque é visto como uma parafilia em vez de uma identificação de gênero) e transformistas, drag kings e queens (que são performistas ou se montam para esse propósito de entretenimento).
Identidades não binárias (ou genderqueer), que não são exclusivamente masculinas ou femininas, mas sim agênero, andróginas, bigênero, pangênero ou fluidas quanto ao gênero, existem fora da cis-normatividade. Bigênero e andrógino são categorias que se sobrepõem; indivíduos de dois gêneros podem se identificar como se movendo entre os papéis masculino e feminino (fluido de gênero) ou como sendo masculino e feminino ao mesmo tempo (andrógine), e andrógines podem até mesmo se identificar como estando além do gênero ou não (pós-gênero, agênero), entre gêneros (intergênero), movendo-se entre gêneros (gênero fluido) ou apresentando simultaneamente vários ou todos os gêneros (poligênero, pangênero). Formas limitadas de androginia são comuns (mulheres usando calças, homens usando brincos) não são consideradas comportamento transgênero. Andrógino também é às vezes usado como sinônimo médico para uma pessoa intersexo, assim como androgynos.

### Travesti ou transvesti

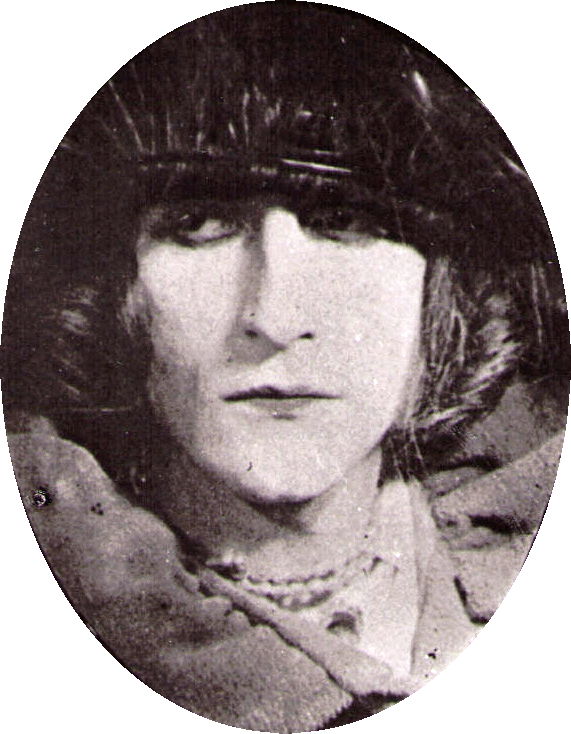
Rrose Sélavy, aqui fotografada por Man Ray, foi a dupla de Marcel Duchamp (1921).

Travesti é uma identidade de gênero transfeminina na América Latina, mais especificamente na América do Sul, enquanto transvesti carrega a definição de travestimento (cross-dressing), de alguém que se traveste ou transveste com atributos associados ao gênero dissimilar do designado ao nascer ou divergente do gênero transidentitário, usada como tradução de transvestite. Embora a palavra travesti seja considerada a mais utilizada e sinônima a transvesti.
O termo "transvesti" e o termo obsoleto "transvestismo" são conceitualmente diferentes da transvestimento fetichista. Em termos médicos, o “travestismo fetichista” ou "fetichismo transvéstico" é diferenciado da "transvestismo" pelo uso dos códigos separados 302.3 no DSM e F65.1 na CID.